# William Hanna
William Denby Bill Hanna (Melrose, Nuevo México, 14 de julio de 1910-Los Ángeles, California, 22 de marzo de 2001) fue un dibujante, director, animador y productor de cine y televisión estadounidense. 
Tras desempeñarse en varios trabajos esporádicos durante la crisis económica, se integró al estudio de animación Harman-Ising en 1930. Su participación en dibujos animados como Captain and the Kids le permitió obtener una mayor experiencia y notabilidad en la industria. En 1937, mientras trabajaba en Metro-Goldwyn-Mayer (MGM), conoció a Joseph Barbera. Ambos comenzaron a colaborar conjuntamente, de lo que resultaron producciones como Tom y Jerry o algunas películas en imagen real. En 1957 fundaron Hanna-Barbera, que se convertiría en el estudio de animación televisiva más exitoso en esa época, al producir series como Los Picapiedra, The Huckleberry Hound Show, Los Supersónicos, Scooby-Doo, Los Pitufos, Don gato, Leoncio y Triston, Pepepotamo y El show del Oso Yogi. En 1967 Taft Broadcasting adquirió Hanna-Barbera por doce millones de dólares estadounidenses. Aunque sus creadores siguieron al frente de la compañía hasta 1991. En ese año Turner Broadcasting System compró la empresa, que se fusionó en 1996 con Time Warner, propietaria de Warner Bros. Hanna y Barbera continuaron como asesores.
El dúo ganó siete premios Óscar y ocho Emmy, y sus dibujos animados se convirtieron en íconos culturales: los protagonistas de estas series han aparecido en otros medios como películas, libros y juguetes. Los programas creados por Hanna-Barbera eran vistos por más de trescientos millones de personas en la década de 1960, y han sido traducidos a más de veinte idiomas distintos.

## Biografía
William Hanna nació el 14 de julio de 1910 en Melrose, Nuevo México, hijo del matrimonio sirio formado por William John y Avice Joyce (Denby) Hanna. Fue el tercero de siete hijos, el único varón. Su padre trabajaba como superintendente de construcción de ferrocarriles, así como de sistemas de alcantarillado y drenaje en las regiones occidentales de Estados Unidos, por lo que debía mudarse con su familia constantemente.
Cuando Hanna cumplió tres años de edad se establecieron en Baker City, Oregón, donde John colaboró en la construcción del Balm Creek Dam. Fue ahí donde Hanna comenzó a interesarse en la naturaleza. Posteriormente los Hanna se trasladaron a Logan, Utah, antes de asentarse en San Pedro, California, en 1917. En los siguientes dos años, estuvieron mudándose en varias ocasiones, hasta finalmente establecerse en Watts, California, en 1919. Mientras vivía en Watts, en 1922, se incorporó al movimiento escultista. Asistió a la secundaria Compton High School, de 1925 a 1928, donde formó parte de una banda de baile en la que tocaba el saxofón. Su pasión por la música se vería reflejada al momento de escribir luego los temas musicales de sus propios dibujos animados, tal como es el caso de Los Picapiedra. Hanna obtuvo el máximo grado de escultista (Eagle Scout) tiempo después; siguió practicando el escultismo por el resto de su vida.
Ya en su edad adulta, trabajó como maestro escultista, por lo que la organización Boy Scouts de América lo reconoció, en 1985, con el premio al «Escultista distinguido». Pese a los numerosos galardones obtenidos por su trayectoria como animador, el anterior premio de los Boy Scout se convirtió en su «máximo orgullo». Otras actividades que realizaba en su juventud incluyeron la navegación, y su participación como cantante en un cuarteto de barbershop.
Estudió periodismo e ingeniería estructural en la universidad Compton City College, sin embargo abandonó sus estudios debido a la Gran Depresión. Contrajo matrimonio con Violet Blanch Wogatzke el 7 de agosto de 1936, con la que tuvo 2 hijos: David William y Bonnie Jean; además de ser abuelo de 7 nietos. En 1996, con ayuda del escritor Tom Ito, publicó su autobiografía.

## Trayectoria

### Cine
Una vez que abandonó la universidad, Hanna consiguió empleo como ingeniero de construcción y participó en la edificación del Pantages Theatre, en Hollywood. Sin embargo, tuvo que buscar otro empleo al ser despedido de este debido al impacto de la crisis económica. Consiguió un trabajo temporal en un lavado de automóviles. En esa etapa, el novio de una de sus hermanas lo alentó a buscar una oportunidad laboral en la compañía Pacific Title and Art, que producía intertítulos para filmes. Mientras trabajaba ahí, comenzó a sobresalir por su talento para dibujar, y en 1930 se incorporó al estudio animado Harman-Ising, responsable de los dibujos animados Looney Tunes y Merrie Melodies. A pesar de carecer de formación en materia de animación, pasó a encabezar el departamento de coloreado del estudio. Sin embargo, su labor fue más allá de meramente colorear los dibujos, ya que también escribió algunas letras de las canciones que servían como temas de apertura y cierre de dichos programas. En sus primeros años ahí, el estudio estaba asociado con Leon Schlesinger, de Pacific Title and Art, que emitía el material de Harman-Ising por medio de Warner Bros. Sin embargo, una vez que Hugh Harman y Rudolph Ising decidieron prescindir de su asociación con Schlesinger y comenzar, en cambio, a producir sus dibujos animados de forma independiente para Metro-Goldwyn-Mayer (MGM), en 1933, Hanna optó por seguir colaborando con Harman e Ising.
En 1936, Hanna dirigió su primera serie de dibujos animados, To Spring, que formó parte de la colección Happy Harmonies de Harman-Ising. Al año siguiente, MGM finalizó su asociación con Harman-Ising y comenzó a producir sus propios dibujos animados. Hanna se convirtió en uno de los primeros empleados en ser contratados por MGM para su nuevo estudio de animación. En la temporada de 1938-39, trabajó como director jefe de la serie Captain and the Kids de MGM, basada en la tira cómica del mismo nombre (una versión modificada de The Katzenjammer Kids, que había resultado de una demanda judicial en 1914). Pero el programa no tuvo el éxito esperado, por lo que Hanna fue reasignado como guionista del estudio, a partir de la cancelación de los dibujos animados. El escritorio donde trabajaba Hanna estaba justo al lado del de Joseph Barbera, que previamente había trabajado en Terrytoons. Poco después, ambos coincidieron en que podían colaborar juntos en algunos proyectos. De esta forma, para 1939 ya habían establecido una sólida asociación que se prolongaría por más de seis décadas. Hanna y Barbera trabajaron en ese entonces junto con el director de animación Tex Avery, creador del Pato Lucas y de Bugs Bunny para Warner Bros., y director de Droopy en MGM. En 1940, Hanna y Barbera dirigieron el cortometraje animado Puss Gets the Boot, que se hizo acreedor a una nominación como «Mejor cortometraje animado». Pese al éxito del proyecto, el estudio quería una oferta más diversificada de dibujos animados en su haber, y el supervisor de Hanna y Barbera, Fred Quimby, no quería producir más dibujos animados de gatos y ratones. Sorprendidos por el impacto causado por Puss Gets the Boot, los creadores ignoraron a Quimby y siguieron adelante con el concepto del gato y el ratón. En ese entonces, Hanna expresó deseos de volver a trabajar con Ising, a quien le era muy leal. Hanna y Barbera se reunieron con Quimby, que descubrió que Ising no había colaborado en el corto y aun así había tomado crédito por haberlo producido. Quimby decidió entonces permitir que Hanna y Barbera prosiguieran con su idea, y como resultado surgió Tom y Jerry.
Diseñada sobre la base de los personajes de Puss Gets the Boot, aunque con mínimas diferencias, la serie sigue a Jerry, el roedor molesto que suele burlar a su enemigo felino, Tom. Sobre la elección del concepto, Hanna comentó: «Sabíamos que necesitábamos dos personajes. Pensábamos que debía haber un conflicto, persecuciones y acción. Y un gato que persigue a un ratón se veía como un concepto bueno y básico». Tom y Jerry aparecieron por primera vez en The Midnight Snack (1941). Hanna y Barbera continuarían colaborando casi de forma exclusiva en esta serie por los próximos 17 años, llegando a dirigir más de 114 cortometrajes del gato y el ratón. En la Segunda Guerra Mundial, continuaron animando películas con enfoque educativo. Desde el principio, concibieron que Tom y Jerry debía tener más acción que diálogo entre los protagonistas. A pesar de su popularidad, se la ha criticado posteriormente al catalogarla como «extremadamente violenta». El programa obtuvo su primer premio Óscar en su 11° entrega, The Yankee Doodle Mouse (1943), cuya trama está basada en la época bélica. En total, Tom y Jerry tuvo 14 nominaciones en dichos galardones, de las cuales ganó en siete ocasiones. Ninguna otra serie animada ha ganado más premios, ni tampoco otra que contuviera a los mismos personajes. Los personajes aparecieron también en otras películas de imagen real de MGM, entre ellas Anchors Aweigh (1945) e Invitation to the Dance (1956) con Gene Kelly, y Dangerous When Wet (1953) con Esther Williams.
Quimby recibió cada premio Óscar que obtuvo Tom y Jerry, sin invitar a Hanna y a Barbera al escenario para que dirigiesen algunas palabras a la audiencia, en sus roles como creadores del programa. Inclusive, Quimby figuraba en los créditos como el único productor, de manera idéntica a como lo había hecho Ising en su momento, y que tanto había criticado el primero. Una vez que este se retiró en 1955, Hanna y Barbera se hicieron cargo de la división animada de MGM. Debido a que el estudio comenzó a generar más y más pérdidas financieras debido a la competición televisiva, MGM concluyó que sería más rentable relanzar antiguos dibujos animados, en vez de producir nuevos. Así, en 1957, el gerente de negocios del dúo creador de Tom y Jerry ordenó el cierre de la división animada del estudio, y despidió a todos los empleados. Esto les pareció desconcertante a Hanna y a Barbera dado el éxito previo de Tom y Jerry.

### Televisiva
En su último año en MGM, Hanna incursionó en la televisión, al establecer la compañía Shield Productions junto con el animador Jay Ward, que para entonces había creado la serie Crusader Rabbit. No obstante, su sociedad terminó pronto y, en 1957, Hanna volvió a colaborar con Barbera en la producción de dibujos animados que se emitirían en televisión, así como en cortometrajes para cine. Barbera se distinguía más por ser el audaz escritor de las bromas, así como el dibujante, mientras que Hanna tenía más afinidad por la dirección, al encargarse de la sincronización y la trama, y la contratación de los dibujantes. Las decisiones de negocios eran tomadas entre ambos, y cada año alternaban el título de presidente en su nuevo estudio de animación. Para elegir el nombre de la empresa, tiraron una moneda al aire y ganó Hanna, así que este decidió llamarla H-B Enterprises, aunque luego cambiaría a Hanna–Barbera Productions.

Logotipo de Hanna-Barbera Productions, fundada en 1957.

El primer proyecto de Hanna-Barbera fue The Ruff & Reddy Show, una serie que gira en torno a la amistad entre un gato y un perro. A pesar de una recepción variada con Loopy De Loop, su primera producción cinematográfica, el estudio pronto comenzó a ganar popularidad en la industria al crear las exitosas series The Huckleberry Hound Show y el Show del Oso Yogi. Una encuesta realizada en 1960 mostró que la mitad de la audiencia de Huckleberry Hound era adulta. Por lo tanto, crearon una nueva serie animada: Los Picapiedra. A manera de parodia de The Honeymooners, este nuevo programa seguiría las aventuras de una típica familia de la Edad de Piedra. La audiencia de Hanna-Barbera se expandió al mercado infantil a partir de Los Picapiedra, que se convirtió en la primera serie animada en horario de máxima audiencia en ser exitosa. Cabe añadir que la expresión de Pedro Picapiedra, «yabba dabba doo», se integró al léxico popular, y el éxito del programa hizo que el estudio obtuviera aún una mayor popularidad. Tiempo después, produjeron la versión espacial de Los Picapiedra, denominada Los Supersónicos. Si bien ambos programas se emitieron en las décadas de 1970 y 1980 al mismo tiempo, Los Picapiedra resultaron más populares en la audiencia.
Para finales de los años 1960, Hanna-Barbera era el estudio de animación televisiva más exitoso en la industria. En total, produjo más de 3000 capítulos animados de media hora de duración, de 138 series televisivas. Algunas de sus programas más notables son La Hormiga Atómica, Canuto y Canito (una imitación de uno de sus otros programas, Spike and Tyke, para MGM), Jonny Quest, Josie and the Pussycats, Maguila Gorila, Pixie, Dixie y el gato Jinks, Tiro Loco McGraw, el Inspector Ardilla y Don Gato. Esta última se basó en el personaje sargento Bilko, de Phil Silvers, aunque ha habido reportes erróneos de que el sargento Bilko había sido la inspiración del oso Yogui, en vez de la de Don Gato. Otras producciones de Hanna-Barbera incluyen Scooby-Doo (1969–1970) y Los Pitufos (1981–1989), y especiales animados inspirados en Las aventuras de Alicia en el país de las maravillas, Las habichuelas mágicas, Cyrano de Bergerac y Charlotte's Web.

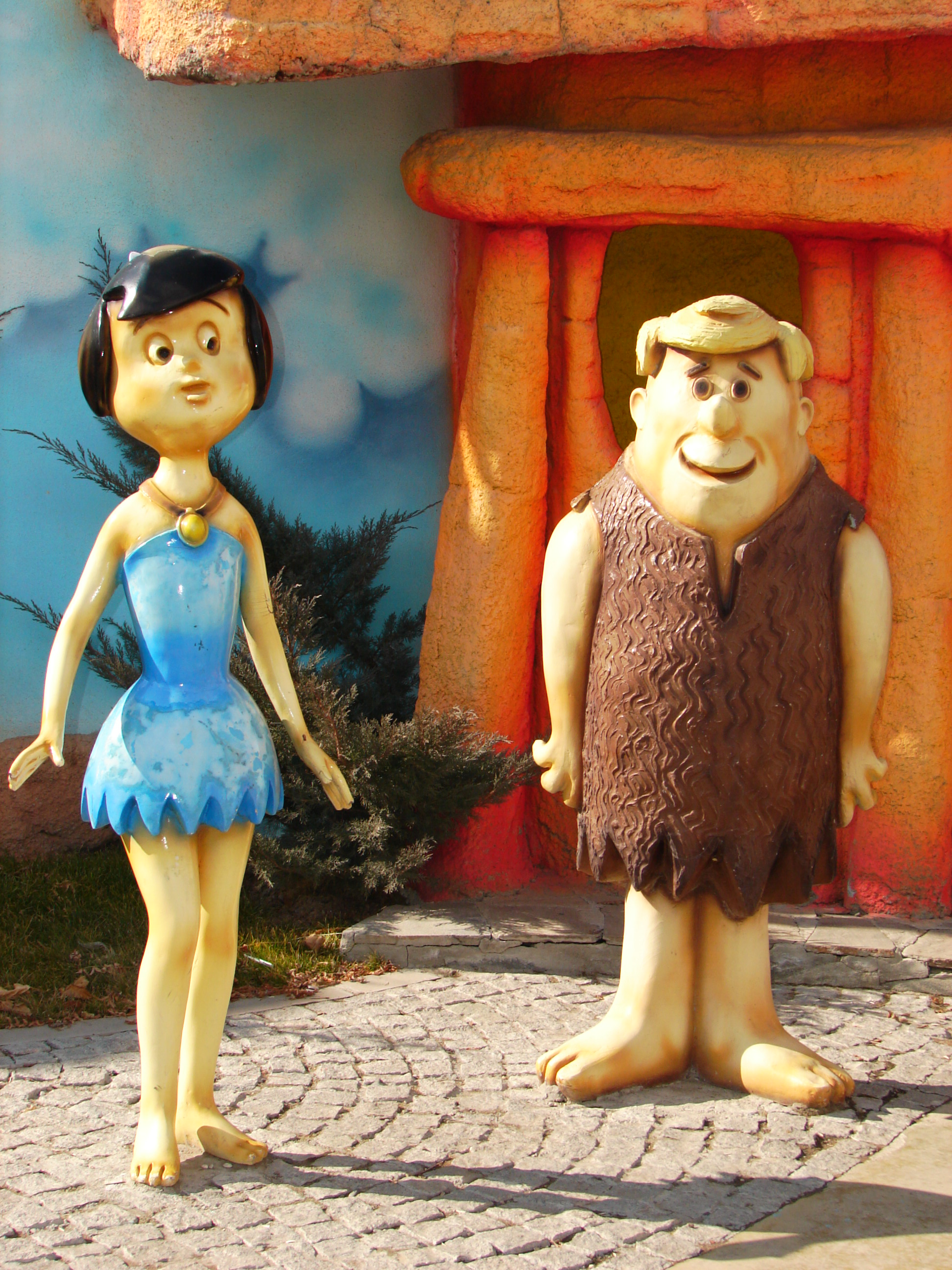
Los Picapiedra se convirtió en la primera serie animada en horario de máxima audiencia en ser exitosa.

Así como sus dibujos animados fueron populares entre los telespectadores de los años 1960 y 1970, a otros dibujantes no les agradaban sus producciones. Los programas televisivos tenían menores presupuestos que las animaciones cinematográficas, y esto ocasionó la quiebra de muchos estudios de animación en las décadas de 1950 y 1960. Hanna–Barbera se volvió crucial en el desarrollo de la animación limitada, que permitió que la animación de televisión fuese más rentable, aunque eso implicara que con frecuencia la calidad artística fuese sacrificada en el proceso. El dúo había experimentado por primera vez esta técnica en los comienzos de Tom y Jerry. Para reducir el costo de cada episodio, los programas se centraban, con frecuencia, más en los diálogos que en detallar la animación. De 14 000 dibujos que se creaban en Hanna-Barbera para una serie de dibujos animados de siete minutos, la cifra se redujo a 2000, además de que se implementaron técnicas innovadoras como cambios rápidos de fondo para mejorar la sintonización. Algunos críticos repudiaron estas modificaciones, en especial por la transición de una animación detallada y exuberante a personajes planos con movimientos repetitivos. Barbera dijo, en alguna ocasión, que las opciones en esos momentos eran adaptarse a los presupuestos televisivos, o cambiar de carrera. El nuevo estilo de animación no provocó efectos negativos en cuanto al éxito de sus programas, lo cual permitió al estudio prevalecer en el negocio, y brindarle empleo a varias personas que estaban desempleadas como consecuencia de dicha situación. Con el paso del tiempo la animación limitada se volvió el formato estándar para la producción de animación televisiva, y sigue usándose desde entonces en series como Los Simpson y South Park.
En 1966, Taft Broadcasting (renombrada a Great American Communications en 1987) adquirió Hanna-Barbera por 12 millones USD, aunque Bill Hanna y Joseph Barbera continuaron encabezando la empresa hasta 1991. Ese año, Turner Broadcasting System compró el estudio por un estimado de 320 millones USD, que se fusionó con Time Warner, propietarios de Warner Bros., en 1996. A partir de ese momento se le asoció con Cartoon Network. Hanna y Barbera continuaron como asesores de la empresa, y se involucraron en algunos programas nuevos como The Cartoon Cartoon Show y en producciones fílmicas en imagen real como Los Picapiedra (1994) y Scooby-Doo (2002).

## Fallecimiento
Hanna murió de cáncer de esófago el 22 de marzo de 2001 en North Hollywood, Los Ángeles, California, y fue enterrado en el cementerio católico Ascension Cemetery, en Lake Forest, California. Tras la muerte de Hanna, en abril de ese año, Cartoon Network puso en línea un micrositio web con la biografía del dibujante a manera de homenaje, y el logotipo del canal torna sus cuadros blancos con letras negras a cuadros negros con letras blancas en señal de luto. De forma similar, Warner Bros. ofreció un memorial privado en el Steven J. Ross Theater ese mismo mes.

## Legado
La mayoría de los dibujos animados que Hanna y Barbera crearon tenían historias que giraban en torno a una amistad, o a una asociación, entre sus protagonistas, como por ejemplo el gato Tom y el ratón Jerry, el oso Yogui y Boo Boo, Pedro Picapiedra y Pablo Mármol, Ruff y Reddy, los Supersónicos así como el equipo de Scooby-Doo. Esto podría representar un reflejo de la amistad que tenían Hanna y Barbera, la cual persistió por más de 60 años. Aun cuando sus «talentos, debilidades y personalidades profesionales se combinaron a la perfección», ambos interactuaban en un círculo social diferente para cada caso. En cuanto a Hanna, sus otros amigos eran también animadores, mientras que Barbera solía rodearse de celebridades de Hollywood. Rara vez hablaban fuera del trabajo, mientras que cuando trabajaban apenas hablaban entre sí. Sobre la poca comunicación que había entre ellos, Barbera dijo: «Nos entendíamos perfectamente, y cada uno tenía un profundo respeto por el trabajo del otro». Como resultado de su colaboración, crearon más de 2000 personajes animados.
Se lo considera a Hanna como uno de los mejores animadores, al igual que Tex Avery. Junto con Barbera, fue uno de los primeros animadores en probar el potencial de la animación televisiva, rubro en el que tuvo un gran éxito. El crítico Leonard Maltin añadió que Hanna-Barbera «[podría] tener el récord de haber producido dibujos animados sobresalientes, con los mismos personajes, año tras año, sin desviarse en su rutina. Sus personajes no son simplemente superestrellas animadas, sino también una parte muy querida de la cultura pop estadounidense». Noell Wolfgram, del sitio web Digital Media Fx, comentó que Hanna había sido «uno de los pocos personajes cuyo trabajo no solamente había sido para entretener o influir en su época, sino uno cuya importancia no tenía un tiempo específico». Se los ha concebido como los únicos rivales para Walt Disney en cuanto a la producción de dibujos animados.

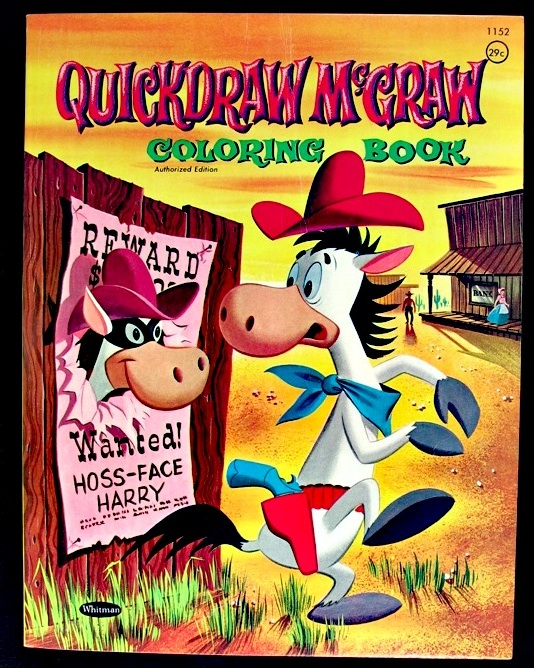
Los personajes de Hanna-Barbera han prevalecido en la cultura popular, además de aparecer en películas, libros y otros productos. En la imagen, la portada de un libro para colorear de Tiro Loco McGraw.

El dúo tuvo un impacto notable en la animación televisiva. Con frecuencia, sus dibujos animados son consideradas como algunas de las mejores en la industria. Muchos de sus personajes han aparecido en películas, libros, juguetes y otros medios, mientras que las series han sido vistas por más de 300 millones de personas, y traducidas a más de 20 idiomas distintos. Otro aspecto que ha sido elogiado con el tiempo es la musicalización de sus programas; en particular, los cortometrajes The Cat Concerto (1946) y Johann Mouse (1952) fueron catalogados como «obras maestras de la animación», debido en parte a la incorporación de música clásica en su trama.
En total, el equipo Hanna-Barbera se hizo acreedor a siete premios Óscar y ocho Emmy, entre ellos el galardón de 1960 para The Huckleberry Hound Show, el primer Emmy otorgado a una serie animada en toda la historia de dichos premios. Otros premios incluyen el Globo de Oro al «Logro Televisivo» (1960), el Golden IKE en la categoría de «Pioneros de la transmisión» (1983), el premio Broadcast Music Incorporated en la categoría de «Pioneros» (1987), el Iris por «Hombres del año» (1988), el galardón de la Licensing Industry Merchandisers' Association por concepto de «Reconocimiento a la trayectoria» (1988), el premio Governors de la Academy of Television Arts and Sciences (1988), la distinción Jackie Coogan por «Contribución sobresaliente a la juventud por medio del entretenimiento juvenil en el cine» (1988), el galardón Frederic W. Ziv por «Logro sobresaliente en las telecomunicaciones» del Broadcasting Division College, de la Universidad de Cincinnati (1989), además de una estrella para cada uno en el Paseo de la Fama de Hollywood (1976), varios Annie, y otros reconocimientos en cuanto al cuidado ambiental, entre otros premios, aunados a su inducción al Salón de la Fama de la Televisión, en 1994. En marzo de 2005, la Academia de Artes y Ciencias de la Televisión y Warner Bros. Animation les dedicaron una escultura de pared en la Hall of Fame Plaza, de la Academia de la Televisión, en North Hollywood.

## Premios y distinciones
Premios Óscar
| Año  | Categoría                  | Película          | Resultado |
| ---- | -------------------------- | ----------------- | --------- |
| 1958 | Mejor cortometraje animado | One Droopy Knight | Nominado  |